# About Face
Az About Face második szólóalbuma David Gilmournak, a Pink Floyd énekes-gitárosának, amely 1984-ben jelent meg. Az albumról két szám dalszövegét David közösen írta a The Who együttes gitárosával, Pete Townshend-del. Ugyan ez év májusában jelentette meg Roger Waters, a Pink Floyd basszusgitáros-énekese első szólóalbumát The Pros and Cons of Hitch Hiking címen.

## Az album
A lemez Andrew Jackson hangmérnök gondozásában készült Franciaországban, amikor a Pink Floyd jövője bizonytalan volt. Végül a lemez Londonban lett összekeverve James Guthrie által a Mayfair Studios-ban. David az In the Studio című rádióműsorban azt mondta az About Face-ről:
Hallgasd csak meg újra, van rajta néhány jó szám, de túl 80-as évekbeli hangzása van a jelenlegi ízlésemhez képest.
Gilmour-ral olyan zenészek dolgoztak együtt az anyagon, mint Jeff Porcaro, Pino Palladino, a Deep Purple billentyűse, Jon Lord, Michael Kamen (aki Roger Waters The Pros and Cons of Hitch Hiking albumán is dolgozott), Sam Brown és Steve Winwood.
Néhány dalt David akkor kezdett el írni, mikor Roger Waters a Pink Floyd The Final Cut lemezét. Waters elutasította Gilmour azon kérését, hogy engedjen neki még egy kis időt, hogy befejezhesse saját albumát, hogy aztán a The Final Cut-on dolgozhasson vele. A következő számok a Final Cut előtt születtek meg: Murder, Out Of The Blue, Near The End és a Love on the Air és az All Lovers Are Deranged zenéje.
Az album két számából kislemez is készült, mégpedig a diszkó stílusú Blue Light-ból és a Love on the Air-ből. Az All Lovers Are Deranged és a Murder csak Észak-Amerikában jelent meg kislemezként az ottani rock rádióknak, s a 10. és 11. helyen végeztek a Billboard Mainstream Rock Toplistáján. Angliában a 21., Észak-Amerikában pedig a 32. helyre került a lemez. 2006. augusztus 14-én az EMI Records újra kiadta Európában az albumot újra keverve, a Legacy Recordings/Columbia Records pedig 2006. szeptember 12-én adta ki az újrakevert változatot az Egyesült Államokban és Kanadában.
David írt egy számot, ami nem került fel az albumra. Külön megkérte Roy Harper-t és külön Pete Townshend-et, hogy írjanak rá dalszöveget, de úgy érezte, hogy azok nincsenek összefüggésben az általa írt zenével. Harper később felhasználta ezt a számot, amely a Jimmy Page-dzsel közösen készített 1985-ös Whatever Happened to Jugula? albumon Hope című számként jelent meg. Townshend is felhasználta a nótát White City Fighting-ként a szintén 1985-ös White City: A Novel albumán.

## Számok
Az összes dalt David Gilmour írta, a kivételek fel vannak tüntetve:
1. Until We Sleep – 5:15 (a 2006-ban újrakevert változaton már 5:20 hosszúságú)
2. Murder – 4:59
3. Love on the Air – 4:19 (Gilmour, Townshend)
4. Blue Light – 4:35
5. Out of the Blue – 3:35
6. All Lovers Are Deranged – 3:14 (Gilmour, Townshend)
7. You Know I'm Right – 5:06
8. Cruise – 4:40
9. Let's Get Metaphysical – 4:09
10. Near the End – 5:36 (a 2006-ban újrakevert változaton már 5:50 hosszúságú)

## Közreműködők
Fő zenészek
- David Gilmour – gitár, ének
- Jeff Porcaro – dob, ütőhangszerek
- Pino Palladino – basszusgitár
- Ian Kewley – Hammond orgona, zongora

Vendég zenészek
- Steve Winwood – Hammond orgona (Blue Light), zongora (Love on the Air)
- Anne Dudley – szintetizátor
- Bob Ezrin – billentyűs hangszerek, zenekari kíséret
- Louis Jardine – ütőhangszerek
- Ray Cooper – ütőhangszerek
- Jon Lord – szintetizátor
- The Kick Horns – tölcséres fúvókájú hangszerek
- Vicki Brown – háttérének
- Sam Brown – háttérének
- Mickey Feat – háttérének
- Roy Harper – háttérének
- Steve Rance – Fairlight programming
- Nemzetközi Filharmonikus Zenekar
- Michael Kamen – zenekari vezénylet

Produkció
- Bob Ezrin – producer
- David Gilmour – producer
- Andrew Jackson – hangmérnök
- Kit Woolven – hangmérnök
- James Guthrie – keverőmérnök
- Eric Tomlinson – zenekari felvevő
- Doug Sax – mastering hangmérnök
- Mike Reese – mastering hangmérnök
- Storm Thorgerson – borítótervező

## Toplista
Album
| Év   | Toplista                | Helyezés | Térség        |
| ---- | ----------------------- | -------- | ------------- |
| 1984 | The Billboard 200       | 32       | Észak-Amerika |
| 1984 | Norwegian Record Charts | 10       | Észak-Amerika |

Kislemezek
| Év   | Kislemez                | Toplista               | Helyezés | Térség        |
| ---- | ----------------------- | ---------------------- | -------- | ------------- |
| 1984 | Blue Light              | The Billboard Hot 100  | 62       | Észak-Amerika |
| 1984 | Blue Light              | Mainstream Rock Tracks | 35       | Észak-Amerika |
| 1984 | All Lovers Are Deranged | Mainstream Rock Tracks | 10       | Észak-Amerika |
| 1984 | Murder                  | Mainstream Rock Tracks | 13       | Észak-Amerika |

## Külső hivatkozások
- Hivatalos oldal (angolul)